# Shontelle
Shontelle Layne, (Saint James, 4 de outubro de 1985) é uma cantora e compositora barbadense. Ficou famosa após escrever e participar da música "Roll It" com a cantora Rihanna e o grupo extinto J-Status com isso conseguiu o seu primeiro contrato profissional com a SRC/Motown, em 2008 lançou seu primeiro álbum em, nos Estados Unidos, Shontelligence (8 de novembro de 2008) debutando na posição #115 na Billboard 200 das quais 7 ela compôs, teve como singles, T-Shirt, Battle Cry e uma regravação de Roll It. Em 2009 lançou o seu segundo álbum " No Gravity" que fez mais sucesso que o seu antecessor ficando em  #81 na Billboard 200 e trazendo o hit Impossible que entrou pro Top 10 da Hot 100 da Billboard, após ele veio "Perfect Nightmare" e atualmente "Say Hello To GoodBye" como músicas de trabalho.

## Biografia
A história de Shontelle começa na maravilhosa Ilha de Barbados. A mais velha de três irmãs, Shontelle sempre foi a academicamente graças aos esportes. Entretanto sua verdadeira vocação como uma compositora e uma talentosa cantora, a chamava para os palcos.
Shontelle parecia ter um destino predestinado a ser umas super estrela. Sua tia Kim Derrick, uma cantora muito popular em Barbados, viu a vocação da sobrinha logo no início e sempre a encorajando a prosseguir no seu sonho, apesar das preocupações da família em se tornar uma estrela da música. Enquanto estava na escola de  "Cadetes" - onde serviu como sargento para uma novata chamada Rihanna. "Ela era um cadete de bom, embora tenha havido uma ocasião em que eu tinha que fazê-la cair e me dê dez flexões. Nós rimos sobre isso agora, eu acho que ela me perdoou. "Mal sabia tanto dos adolescentes sabem que eles continuariam amigos, e ambos seguem o mesmo sonho de tornar-se estrelas internacionais no negócio da música."
Quando Shontelle tomou a decisão de freqüentar a Universidade das Índias Ocidentais, ela optou por buscar uma graduação em direito do entretenimento. Ela tem colhido os benefícios desta decisão para este dia e credita seu tempo ao estudo do direito com a abertura de sua mente para assuntos diferentes e, finalmente, alimentando seu processo criativo. Como Shontelle diz que "o próximo par de anos mudou muito rápido". Ela começou a esculpir uma reputação no mundo da música Caribenha, criando músicas para um número de artistas de topo, tudo isso enquanto cursava a universidade. Pouco tempo depois, teve uma batida muito além do Caribe, escrevendo o girl power-hino "Roll It".
Os produtores Evan Rogers e Carl Sturken do SRP Records, que também tinham descoberto Rihanna em Barbados e a trouxe para o mundo, ouviu a música em uma estação de rádio Bajan e viram que tinha  uma batido internacional potential.They procurou o autor da canção licenciá-lo para uma versão de capa, e teve um choque agradável; "Não podia acreditar que ela era uma grande cantora e tão jovem e bonita, e não tinha sido descoberto ainda", diz Rogers. Eles assinaram com ela imediatamente, e passou os próximos seis meses a criação de seu álbum de estréia. Durante um período Shontelle descreve como "um dos momentos decisivos da minha vida", ela voou em torno da reunião de países com os executivos das gravadoras mais importantes do mundo e, finalmente, decidiu assinar a SRC Steve Rifkind Records - ingressar nas fileiras dos muitos artistas de sucesso no Universal Music família.

## 2008 - 2009: Shontelligence
Shontelle começou a trabalhar em seu álbum de estreia no início de 2008, Após 6 meses ele estava pronto. O título do álbum foi dado a ela pelo engenheiro do álbum, que usou a palavra "Shontelligence" como uma brincadeira, depois Shontelle e seus produtores foram jogando um jogo que consiste em fazer palavras de seu nome. "T-Shirt", seu single de estréia, foi lançado em julho de 2008 e alcançou o número #36 na Billboard Hot 100, tornando-se um sucesso moderado. No entanto, foi um hit no Reino Unido, alcançando o Top 10.
Shontelligence, foi lançado em 18 de novembro, 2008. O álbum alcançou o número 115 na Billboard 200, vendendo 6.200 cópias em sua primeira semana, e alcançou o número 24 no R&B/Hip-Hop da Billboard. Foi re-lançado em março 10, de 2009, e desde então vendeu 30 mil registros em os EUA.
O segundo single do álbum, "Stuck with Each Other", com participação de Akon, foi lançado em Fevereiro de 2009, os EUA e maio de 2009 no Reino Unido. Sendo um fracasso nos EUA, mas alcançou a poisção 23 no Reino Unido. Shontelle abriu shows no Reino Unido do New Kids On The Block World Tour em janeiro de 2009. Shontelle também foi ato de abertura para Beyoncé Knowles em sua turnê "I Am ... Tour" de maio a junho de 2009 durante a etapa do Reino Unido.

## 2009 - Presente: No Gravity
Segundo álbum de Shontelle, No Gravity, foi lançado em os EUA em 21 de setembro de 2010. Shontelle afirmou que o álbum seria experimental e que ela queria mudar o seu som original. Apesar do "No Gravity"  simboliza um mantra, Shontelle se adaptou a sua vida e a sua carreira, para se motivar para continuar a subir mais alto e não ter nada segurá-la ou retê-la. Shontelle colaborou com Bruno Mars, Tony Kanal e Darkchild entre outros para o registro.
Os primeiros singles do álbum, "Impossible", foi lançado em fevereiro de 2010 para download digital, mas não conseguiu obter êxito, até maio de 2010, quando estreou na Billboard Hot 100, conseguindo a melhor posição nos EUA de toda a carreira de Shontelle, 13 na Billboard Hot 100. Enquanto "Impossible" se mantinha nos EUA, Licky (Under The Covers) estava sendo lançada no Reino Unido. Seu terceiro single do álbum (contando com Licky) foi "Perfect Nightmare", lançada em agosto de 2010. O quarto single oficial do álbum foi "Say Hello To GoodBye", lançada dia . Na primeira semana de lançamento, No Gravity alcançou a posição #81 na Billboard 200, vendendo 7.000 cópias.

## Discografia

### Álbuns
- 2008 - Shontelligence
- 2010 - No Gravity

### Singles
| Ano  | Single                            | Billboard Hot 100 | Álbum                        |
| ---- | --------------------------------- | ----------------- | ---------------------------- |
| 2008 | "T-Shirt"                         | 36                | Shontelligence               |
| 2009 | "Battle Cry"                      | -                 | Shontelligence               |
| 2009 | Stuck With Each Other (feat.Akon) | -                 | Shontelligence (Bonus Track) |
| 2010 | Impossible                        | 13                | No Gravity                   |
| 2010 | Licky (Under The Covers)          | -                 | No Gravity                   |
| 2010 | Perfect Nightmare                 | -                 | No Gravity                   |
| 2011 | Say Hello To Goodbye              | -                 | No Gravity                   |